# Bessenbach
Bessenbach er en kommune i Landkreis Aschaffenburg i det bayerske Regierungsbezirk Unterfranken i Tyskland. Den ligger sydøst for byhen Aschaffenburg mellem bjergkæden Spessarts udløbere.
Kommunen blev dannet i 1972 ved en sammenlægning af kommunerne Keilberg og Straßbessenbach. I 1978 blev kommunen Oberbessenbach indlemmet. Tilsammen består Bessenbach nu af 10 landsbyer og bebyggelser.

## Bydele og bebyggelser
- Straßbessenbach
- Klingermühle
- Klingerhof
- Gemeindezentrum
- Keilberg
- Frauengrund
- Beetacker
- Weiler
- Steiger
- Unterbessenbach
- Waldmichelbach
- Oberbessenbach